# Who the Hell Is Edgar?
A Who the Hell Is Edgar? (magyarul: Ki a fene az az Edgar?) az osztrák Teya és Salena dala, mellyel Ausztriát képviselték a 2023-as Eurovíziós Dalfesztiválon Liverpoolban. A dal belső kiválasztás során nyerte el a dalversenyen való indulás jogát.

## Eurovíziós Dalfesztivál
2023. január 31-én az ORF bejelentette, hogy a két énekesnő képviseli Ausztriát az Eurovíziós Dalfesztiválon. A dalt a videoklippel együtt 2023. március 8-án mutatták be. A videoklipet Prágában forgatták.
A dalfesztivál előtt Madridban, Amszterdamban és Londonban eurovíziós rendezvényeken népszerűsítették versenydalukat.
A dalt először a május 11-én rendezett második elődöntőben fellépési sorrendben tizenharmadikként adták elő a San Marinót képviselő Piqued Jacks Like an Animal című dala után és az Albániát képviselő Albina & Familja Kelmendi Duje című dala előtt. Az elődöntőből második helyezettként sikeresen továbbjutottak a május 13-i döntőbe, ahol fellépési sorrendben elsőként léptek fel, a Portugáliát képviselő Mimicat Ai coração című dala előtt. A zsűri szavazáson a nyolcadik helyen végeztek 104 ponttal (Belgiumtól maximális pontot kaptak), míg a nézői szavazáson a huszonkettedik helyen végeztek 16 ponttal, így összesítésben 120 ponttal a verseny tizenötödik helyezettjei lettek.
A következő osztrák induló Kaleen We Will Rave című dala volt a 2024-es Eurovíziós Dalfesztiválon.

### Kapott pontok
Második elődöntő
| Szavazat | Össz | Szavazó országok | Szavazó országok | Szavazó országok | Szavazó országok | Szavazó országok | Szavazó országok | Szavazó országok | Szavazó országok | Szavazó országok | Szavazó országok | Szavazó országok | Szavazó országok | Szavazó országok | Szavazó országok | Szavazó országok | Szavazó országok   | Szavazó országok | Szavazó országok | Szavazó országok    |
| Szavazat | Össz | Dánia            | Örményország     | Románia          | Észtország       | Belgium          | Ciprus           | Izland           | Görögország      | Lengyelország    | Szlovénia        | Grúzia           | San Marino       | Albánia          | Litvánia         | Ausztrália       | Egyesült Királyság | Spanyolország    | Ukrajna          | A Világ többi része |
| -------- | ---- | ---------------- | ---------------- | ---------------- | ---------------- | ---------------- | ---------------- | ---------------- | ---------------- | ---------------- | ---------------- | ---------------- | ---------------- | ---------------- | ---------------- | ---------------- | ------------------ | ---------------- | ---------------- | ------------------- |
| Nézők    | 137  | 6                | 3                | 7                | 6                | 10               | 5                | 8                | 6                | 10               | 10               | 4                | 8                | 10               | 6                | 12               | 7                  | 6                | 5                | 8                   |

Döntő
| Zsűri | 104 |  |  |  | 1 | 1 |  |  | 6 |  | 10 | 2 | 12 | 2 |  |  |  | 2 |  |  | 8 | 6 | 10 |  | 7 | 6 | 7 |  | 6 |  |  |  | 3 | 7 |  | 8 |  |  |
| Nézők | 16  |  |  |  | 4 |   |  |  |   |  |    | 2 |    |   |  |  |  |   |  |  |   | 3 |    |  |   | 7 |   |  |   |  |  |  |   |   |  |   |  |  |

## Háttér
A dal címe és a dalszöveg egyes részei Edgar Allan Poe amerikai novellistára, költőre utalnak akinek a szelleme behatolt a hölgyek testébe, ennek nem tudnak ellenállni, így egy lírai remekművet alkotnak rajta keresztül. Úgy érzik, hogy a dal különleges, és gazdaggá teheti őket. A dal előrehaladtával a zeneipar felé irányuló szatíra egyre figyelemreméltóbb. Teya & Salena többször is a 0,003-at énekeli, utalva arra, hogy a dalszerzők általában egy dalból 0,003 centet kapnak stremaelésenként. (2023-as árfolyamon számolva ez nagyjából 1 Ft.) A csekély összeg miatt megdöbbenve azt mondják: adj két évet, és a vacsorád ingyen lesz. Bemutatják megbízható jövedelmük hiányát és a dalszerzők napi küzdelmeit, majd azzal kommentálják, hogy Edgar nem tudja kifizetni a bérleti díjakat, ami azt mutatja, hogy még az iparág legtehetségesebb figurái számára is nehéz megélni. Amikor eljön az ünneplés ideje, az egyértelműen a benzinkúton kapható pezsgővel lesz.

## Dalszöveg
| There’s a ghost in my body And he is a lyricist It is Edgar Allan Poe And I think he can‘t resist Yeah his brain is in my hand And it’s moving really fast, mhm – A dal kezdete | Egy szellem van a testemben És ő egy költő Ő Edgar Allan Poe És szerintem nem tud ellenállni Igen, az agya a kezemben van Nagyon gyorsan mozog, mhm – A dal kezdete magyarul |

## Galéria

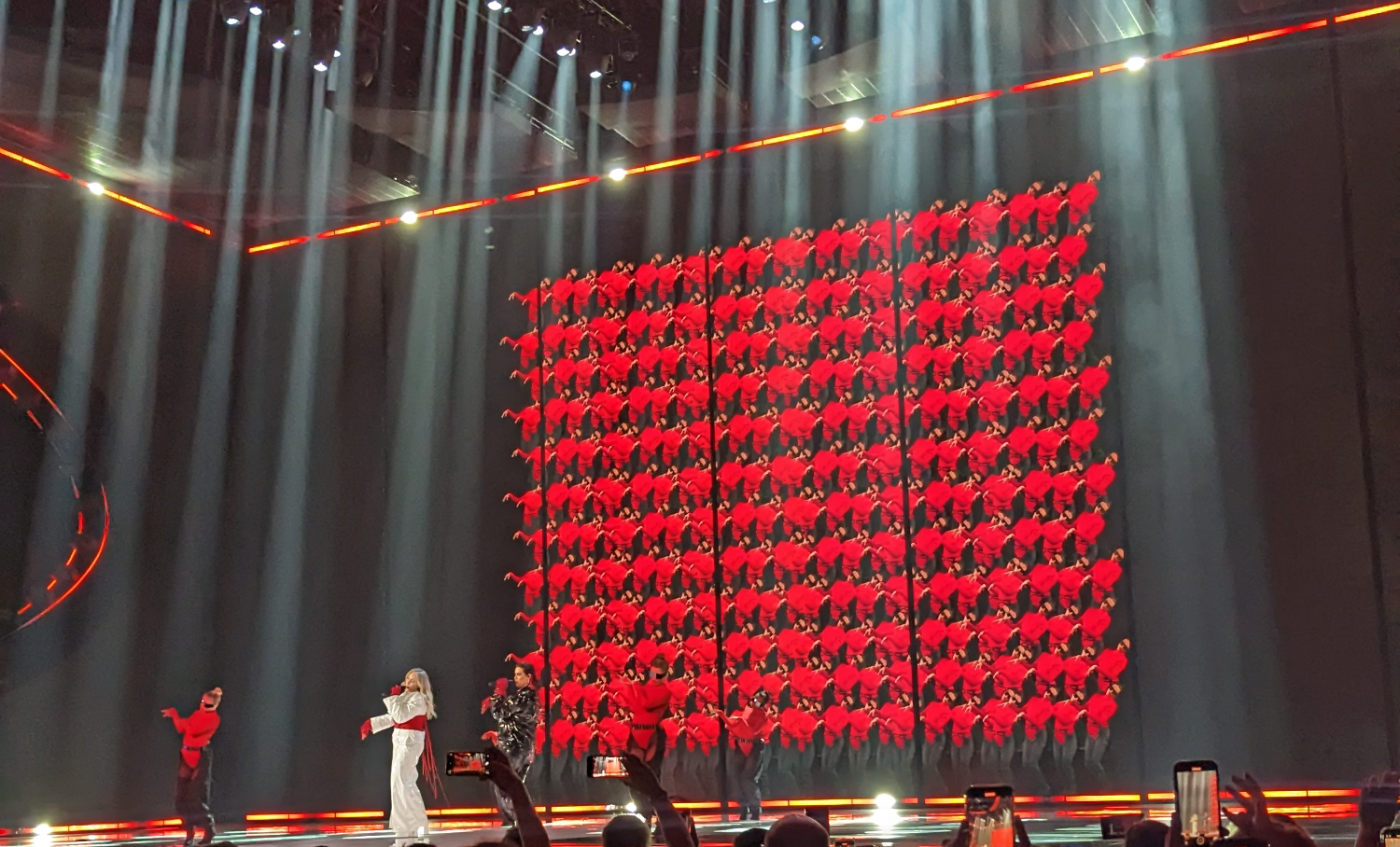
Az elődöntőben
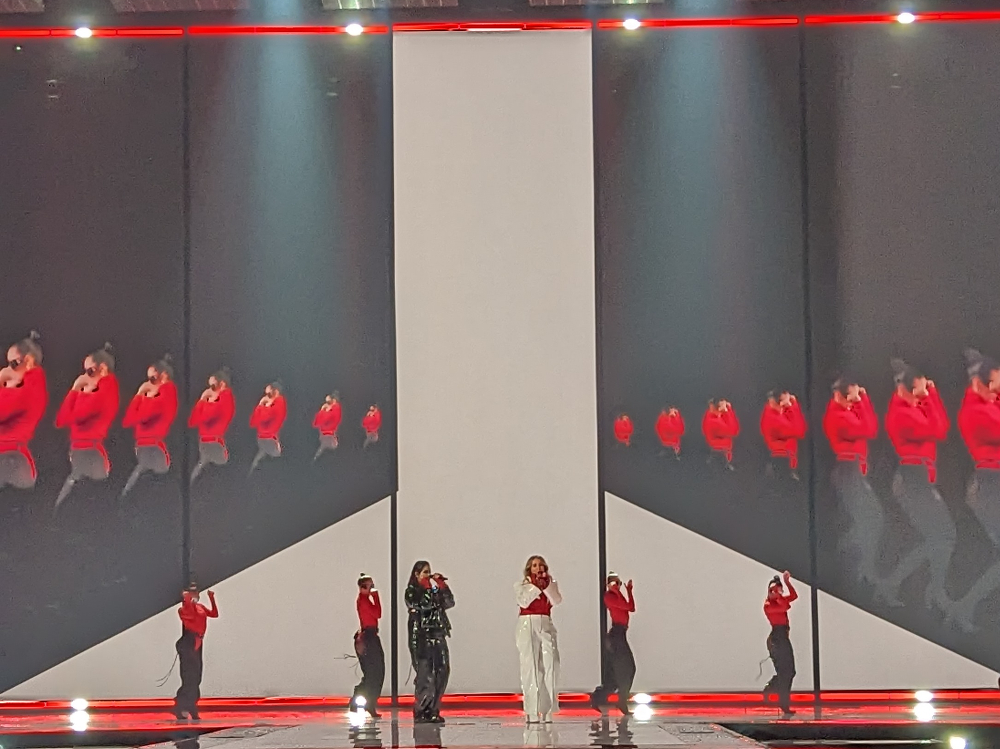
A döntőben